# Athanasia Pouridou
Athanasia Pouridou (22 de janeiro de 1975) é uma ex-futebolista grega que atuava como defensora.

## Carreira
Athanasia Pouridou representou a Seleção Grega de Futebol Feminino, nas Olimpíadas de 2004. 